# Heidekaardertje
Het heidekaardertje (Dictyna arundinacea) is een spinnensoort uit de familie van de kaardertjes (Dictynidae).